# SAT 항공
SAT 항공(러시아어: Сахалинские авиатрассы)은 러시아 사할린주를 기반으로 하는, 1992년부터 2013년까지 존재한 항공사로 주요 취항도시는 대한민국, 일본, 중화인민공화국, 러시아 4개국 14개 도시를 취항하고 있다. 허브 공항은 유즈노사할린스크의 유즈노사할린스크 공항을 사용한다.

## 역사
1992년에 사할린주가 출자하여 설립되었다. 1994년에 아에로플로트 운항을 위탁하는 형태로 최초 국제선 노선을 일본 노선을 개설해 1995년에 대한민국에 취항을 했다. 1999년 자사 항공기의 운항을 시작해 2001년에 삿포로에 취항했다.
일본에 취항 당시 안토노프 An-24는 36인승 쌍발 터보프롭 항공기를 사용하여 그 다음은 같은 쌍발 터보프롭의 봄바디어 대쉬 8 Q100 또는 보잉의 항공기인 보잉 737-200를 사용하여 있다. 안토노프 An-24와 봄바디어 대쉬 8 Q100은 일본의 국제선 노선에 취항하는 유일한 프로펠러 기였다.
그러나 안토노프 An-24 기종은 TCAS 등의 장비를 의무화한 2007년 1월 1일 시행 개정 항공법 시행 규칙에 근거한 안전 기준을 충족시키지 않기 때문에 하코다테 선에서 철수 하면서 현재는 보잉 보잉 737-200을 운항하고 있다. 같은 해 DHL과 제휴해 인천국제공항발 사할린행 화물 직항기 운항을 시작했다. 2010년 12월 14일부터 삿포로발 하바롭스크 국제선 노선이 운항하기 시작했다. 2011년 세계적인 호텔 예약 사이트 아고다와 제휴를 통해 항공사 고객에게 아고다에 등록된 15만 여 개의 호텔을 예약할 수 있는 서비스를 선보이기 시작했다. 2013년 11월에 오로라 항공이라는 사명으로 변경과 동시에 같은 해 12월에 재취항을 시작했으며 같은 해 블라디보스토크 항공과 합병했다.

## 보유 기종
- 2012년 8월 기준으로 SAT 항공은 다음과 같은 기종을 보유하고 있으며 평균 기령은 17.7년이다.[1][2]

## 같이 보기
- 오로라 (항공사)